# Клан Маклауд из Льюиса
Клан Маклауд из Льюиса (англ. Clan MacLeod of Lewis) — один из горных шотландских кланов Хайленда. Во времена своего расцвета и могущества клан владел многочисленными землями на островах близ Шотландии и на западном побережье Шотландии. В XIV—XVII веках было две ветви клана Маклауд — Маклауд с Данвегана и Харриса и Маклауд из Льюиса. Клан Маклауд из Льюиса был известен как клан Шол Торкайлл (гэльск. — Sìol Thorcaill) — клан Семья Торкайлла. Клан Маклауд с Данвегана и Харриса был известен как клан Шол Тормойд (гэльск. — Sìol Thormoid) — клан Семья Тормойда.
Согласно историческим преданиям, основателем клана был Лауд — сын Олафа Черного (1173—1237), короля Островов и острова Мэн. Лауд имел двух сыновей — Торкайлла и Тормойда, что стали основателями двух ветвей клана. В XVI—XVII веках род вождей клана Маклауд из Льюиса был почти полностью уничтожен старым Руайри и его потомками. В результате этой вражды и клановой войны клан Маклауд из Льюиса потерял практически все свои земли, которые отошли во владения клана Маккензи. Выжила только одна ветвь — Маклауд из Раасея (гэльск. — MacLeod Raasay). Нынешний вождь клана Маклауд из Льюиса принадлежит именно к этой семье.
Сегодня оба клана Маклауд имеют вождей, люди из этих кланов живут в Шотландии, Канаде, Австралии, Англии, Франции, Новой Зеландии, ЮАР, США.
- Лозунг клана: Luceo non uro, I birn quil I se — «Горю, но не сгораю».
- Символ клана: Ветка брусники
- Вождь клана: Торкил Дональд Маклауд (Torquil Donald MacLeod) с 2001 года
- Историческая резиденция вождя клана: Замок Сторноуэй
- Союзные кланы: Маклауд
- Враждебные кланы: Маккензи, Моррисон.

## История клана

### Олаф Черный
Согласно традиционным историческим преданиям, клан Маклауд происходит под Олафа Черного, короля Островов и короля острова Мэн. Король Олаф Черный имел сына Лауда, считающийся основателем клана Маклауд. Лауд имел двух сыновей — Торкайлла и Тормойда, что стали соответственно учредителями двух ветвей клана: Маклауд из Льюиса и Маклауд с Данвегана и Харриса. Однако историки ставят под сомнение достоверность этого исторического перевода. Документы, указывающие на такое происхождение клана, датируются XVII веком — 1630 годом, когда вождем клана был Иан Мор Маклауд (вождь клана в 1626—1649 годах). Его сын Иан Брек МакЛауд (вождь клана в 1664—1693 годах) впервые включил герб королей острова Мэн в состав своего герба. Поэтому историки подозревают эти исторические предания и генеалогии в фальсификации. Никаких исторических доказательств того, что вожди клана Маклауд являются потомками короля Олафа Черного, не существует.

### Земли клана и клан Макниколс
Историки В. Селлар и В. Матесон (англ. W. D. H. Sellar, William Matheson) утверждают, что земли, которыми владел клан Маклауд из Льюиса до этого принадлежали клану Макникол и перешли к клану МакЛауд в результате брака с наследницей клана Макникол.

### XIV—XV века
Самую первую историческую память о клане Маклауд из Льюиса находим в Королевском Уставе времен правления шотландского короля Давида II Брюса (правил в 1329—1371 годах), когда Торкалл Маклауд получил землю в Ассинте (шотл. — Assynt) около 1343 года. В этом уставе не указывается, какую собственность имел клан и его вождь до этого. До 1344 года клан Маклауд из Льюиса жил на острове Льюис как вассал клана Макдональд. В это время клан Маклауд из Льюиса стал могучим и приравнялся по своей силе и значимости с кланом Маклауд с Харриса. Клан владел землями в районах Льюис, Раасей, Уотерниш на острове Скай, Ассинт, Койгч и Гэрлох.
В 1406 году войско клана Маклауд из Льюиса было разбито в битве под Туйтем Тарбах (гэльск. — Tuiteam Tarbhach), воюя против клана Маккей. Причиной клановой войны, согласно исторической традиции, было плохое отношение к Сидег (гэльск. — Sidheag), вдове Ангуса Маккея из Статневера (гэльск. — Strathnaver), её деверя Хахеона (гэльск. — Hucheon) — духовного наставника клана Маккей. Сидег происходила из клана Маклауд из Льюиса. Брат вождя клана МакЛауд из Льюиса — Хилл-Калуим Бег на главе армии клана столкнулся с кланом Маккей в Сазерленде. Во время битвы клан Маклауд из Льюиса был разгромлен, а Гилл-Калуим Бег был убит.

### XVI век
В 1528 году вождь клана Джон Маклауд из Льюиса поддержал своего сводного брата Дональда Груамаха клана Макдональд из Слита. Союзники захватили земли Троттерних (гэльск. — Trotternish), которые принадлежали клану Маклауд из Харриса и Данвегана.
Дональд Дуб Макдональд был провозглашен лордом многих земель и кланов, которые были подчинены клану Макдональд: Маклауд из Льюиса, Камерон из Лохейла, Маклейн из Дуарта, Маклейн из Лобхуи, Маккуорри из Ульва, Макнил из Барра, Макдональд из Ларги. Остались исключительно верными короне кланы Маклауд из Харриса и Данвегана и Маклейн из Арднамурхана. После поражения мятежа и восстания Дональда Дуба и смерти последнего в 1545 году, Руаири был помилован за его измену повстанцам. Хотя ясно, что он и его клан действовали независимо от правительства Шотландии. В 1554 году правительство Шотландии провозгласил вне закона Руаири Маклауда из Льюиса, Джона Мойдертаха из клана Ранальд, Дональда Гормсона из клана Макдональд из Слита, потому что они отказались прибыть в парламент в Инвернесс.

### Упадок и падение клана Маклауд из Льюиса
Падение клана, вымирание старшей линии вождей, потеря земли на острове Льюис, начались с правления вождя Руаири и с бракосочетания с дочерью Джона Маккензи из Кинтайла. В результате этого брака родился Торквил Коннанах (назван в честь своей резиденции среди земель клана Маккензи в Страхконнане). Руайри позже отрекся от своего сына и обвинил жену в прелюбодеянии с Моррисоном. Жена Руайри после этого обвинения сбежала с двоюродным братом Джоном Макгиллехаллумом из Раасая, после этого Руаири официально развелся с ней. В 1541 году Руаири женился на Барбаре Стюарт, дочерью Эндрю Стюарта, лорда Эвондейла — у них родился сын Торквил Ойгре.
В 1566 году законный сын Торквил Ойгре утонул вместе с 60 своими сторонниками во время плавания из Льюиса на Скай через Минх. Сразу же Торквил Коннанах взял в руки оружие, его поддержал клан Маккензи. Он захватил своего вероятного отца Руайри и в течение следующих четырех лет держал его в заключении в ужасных условиях.
Руайри был освобожден из плена, только согласившись признать Торквила Коннахта законным наследником. В 1572 году Руайри прибыл на Тайный совет, где он был вынужден отдать все свои земли шотландской короне. Потом Руайри вернулся к Льюиса и отменил все свои предыдущие решения. Торквил Коннахт получил грамоту на законное владение землями клана. В 1576 году при посредничестве регента Шотландии, графа Мортона, состоялось примирение между Руаири и Торкилем Коннанахом, последний был признан законным наследником своего отца. Торкил Коннанах получил во владение Коигч в Россшире.
Через некоторое время Руаири женился в третий раз на дочери Гектора Ога Маклина из Дуарта, от брака с которой у него появилось двое сыновей, Торквил Дуфф и Тормод. Также у Руаири было несколько внебрачных сыновей, Тормод Уигах и Мердок. Руаири назначил своим наследником Торквила Дуффа. Торквил Коннанах вновь взялся за оружие, получив поддержку клана Маккензи. Руари поддержали несколько его внебрачных сыновей, в том числе Дональд, Руаири Ог и Найл, а два других, Тормод Уигах и Мердок поддерживали Торквил Коннанаха. Руаири был захвачен в плен, многие его люди были убиты. После своей победы Торквил Коннанах передал все владения и титулы клана Маклауд клану Маккензи. Руаири был взят в плен в замке Сторноуэй своим внуком Джоном, сыном Торквила Коннанаха. Вскоре Руаири Ог напал на замок и освободил своего отца, убив Джона. После своего освобождения Руаири управлял землями клана до своей смерти в 1595 году.
После смерти Руаири Маклауда из Льюиса вождем клана стал его сын от третьего брата, Торкил Дуфф. В 1596 году Торквил Дуфф с войском из семи-восьми сотен воинов опустошил владения своего сводного брата Торквила Коннанаха в Коигче и земли клана Маккензи в Лох-Брум. В итоге Торквил Дуф был вызван на Тайный совет. Он отказался и был объявлен мятежником. Торквил Дуфф был предан Бривом из Льюиса, вождем Моррисонов из Несса. После пленения Брив отправил Торквила Дуффа к его брату Торквилу Коннанаху. В июле 1597 года по приказу Торквила Коннанаха и Кеннета Маккензи из Кинтайла Торквил Дуфф и его соратники были обезглавлены. После гибели Льюисом управляли трое малолетних сыновей Торквила Дуффа и его незаконнорожденный брат Найл. Маклаудам из Льюиса помогали кланы Маклауд из Харриса и Маклейн.
Хотя у Торквила Дуффа было несколько сыновей, Дональд Горм Мор из Слита считал себя наследником умершего вождя Льюиса и вторгся на остров, но вскоре был изгнан самими островитянами.
В 1610 году король Шотландии Яков VI Стюарт передал остров Льюис Кеннету Маккензи (1569—1611), 1-му лорду Маккензи из Кинтайла, и в следующие несколько лет тот силой присоединил Льюис к владениям своего клана Маккензи. После завоевания Льюиса Маккензи Найл и его племянники Малькольм, Уильям и Руаири (сыновья Руаири Ога), а также около тридцати других членов клана укрылись на островке Берасей в устье Лох-Рога на западном побережье острова Льюис. В течение почти трёх лет небольшая группа Маклаудов держалась против Маккензи. Затем Найл сдался Руаири Мору Маклауду из Харриса и Данвегана, который доставил первого и его сына Дональда в Тайный Совет в Эдинбурге. Позднее Руаири был посвящён в рыцари за свою службу короне. Найл Маклауд был предан суду, осуждён и казнён в апреле 1613 года. Его сын Дональд был изгнан из Шотландии и скончался в эмиграции, в Голландии.
Двое сыновей Руаири Ога — Руаири и Уильям — были схвачены и повешены Маккензи из Кинтайла. Один оставшийся в живых сын, Малькольм, был захвачен в плен позднее. Малькольм сыграл видную роль в восстании сэра Джеймса Макдональда в 1615 году, затем отправился во Фландрию, в 1616 году он вновь появился на Льюисе, где убил «двух джентльменов Маккензи». Позднее он уехал в Испанию, откуда вернулся в 1620 году вместе с сэром Джеймсом Макдональдом. Комиссия огня и меча предоставила лорду Кинтайлу Малькольма Маклауда в 1622 и 1626 годах. О нем больше ничего не известно. Тормод, последний законный сын старого Руаири, был освобожден из тюрьмы в Эдинбурге в 1615 году и уехал в Голландию, где умер. Ничего не известно о судьбе сыновей Торквила Дуффа, Руаири и Торквила.
Со смертью в 1620-х годах последних наследников старого вождя Руаири клан Маклаудов из Льюиса прекратил свое существование. Титул вождя Маклауд из Льюиса перешёл к Маклаудам из Рассея, которые владеют им и в настоящее время.